# Toyota TS040 Hybrid
Toyota TS040 Hybrid — спортпрототип компанії Toyota, створений відповідно до регламенту Прототипів Ле Ману. У Чемпіонаті світу на витривалість 2014 замінив модель Toyota TS030 Hybrid.

## Історія
Через зміну регламенту перегонів FIA World Endurance Championship компанія Toyota розпочала проектувати нову модель TS040 Hybrid. Її презентували 27 березня 2014, а дебютна гонка відбулась 20 квітня на перегонах 6-годин (1000 км) у Сільверстоун, де команда Toyota Racing посіла два перші місця. На відміну від попередньої моделі, окрім супер-конденсатора Nisshinbo для зберігання електричної енергії електромоторів встановили на двох осях — Denso на задній і Aisin AW на передній. Вони забезпечують зростання потужності на 480 к.с. Сумарна потужність гібридної системи становить 986 к.с.
Для виконання умов регламенту на зменшення витрати палива на 25% в порівнянні з сезоном 2013 було збільшено продуктивність мотора, покращено аеродинаміку кузова. Витрату палива контролювали спеціальні датчики. Як і у попередньої моделі шасі розробили у Кельні у підрозділі Toyota Motorsport GmbH (TMG). Силовий блок розробили біля Сусоно у центрі розвитку Toyota — Higashi-Fuji Technical Center. Кузов типу монокок виготовили з композитних матеріалів. На колесах встановили дискові гальма з карбід кремнієвої кераміки.

## Результанти 2014
На перегони світового чемпіонату команда Toyota Motorsport GmbH виставила дві машини Toyota TS040 Hybrid. (№ 7,8), які у 8 перегонах здобули 5 перемог, чотири поул-позишн, чотири найшвидші кола. Команда набрала 289 очок і здобула перше командне місце.
Машина 8 під керуванням британця Ентоні Девідсона, швейцарця Себастьєн Буемі, француза Ніколя Лап'єра здобула 4 перемоги, місця одне друге, два треті, одне десяте, набрала 166 очок і посіла 1 місце у чемпіонаті.
Машина 7 під керуванням австрійця Александр Вюрца, француза Стефана Сарразана і японця Накадзіма Кадзукіі здобула одну перемогу, місця три треті, по одному 3, 4, 6, одного разу зійшла з треку, набрала 116 очок, посівши 5 місце чемпіонату.